# Tour de France de 1930
O Tour de France 1930, foi a vigésima quarta versão da competição realizada entre os dias 3 de julho e 27 de julho de 1930.
Foi percorrida a distância de 4.818 km, sendo a prova dividida em 21 etapas. O vencedor alcançou uma velocidade média de 27,94 km/h.
Participaram desta competição 100 ciclistas, chegaram em Paris 59 ciclistas.
Foi a primeira aparição da Caravana Publicitária (Caravane publicitaire du Tour de France). Foi também a primeira competição aonde a transmissão radiofônica foi feito ao vivo.
A 24ª edição da prova introduziu um novo formato de competição por equipes, que passaram a ser formadas com 10 ciclistas por país.

## Resultados

### Classificação geral
| Posição | Nome              | País     | Tempo (Velocidade média) |
| ------- | ----------------- | -------- | ------------------------ |
| 1       | André Leducq      | França   | 172h 12' 16" (28 km/h)   |
| 2       | Learco Guerra     | Italy    | 14' 13"                  |
| 3       | Antonin Magne     | França   | 16' 03"                  |
| 4       | Jef Demuysere     | Bélgica  | 21' 34"                  |
| 5       | Marcel Bidot      | França   | 41' 18"                  |
| 6       | Pierre Magne      | França   | 45' 42"                  |
| 7       | Frans Bonduel     | Bélgica  | 56' 19"                  |
| 8       | Benoit Faure      | França   | 58' 34"                  |
| 9       | Charles Pélissier | França   | 1h 04' 37"               |
| 10      | Adolf Schon       | Alemanha | 1h 21' 39"               |

### Etapas
| Etapa | Data        | Percurso                      | km  | Vencedor da etapa | Líder classificação geral |
| 1ª    | 2 de julho  | Paris-Caen                    | 206 | Charles Pélissier | Charles Pélissier         |
| 2ª    | 3 de julho  | Caen-Dinan                    | 203 | Learco Guerra     | Learco Guerra             |
| 3ª    | 4 de julho  | Dinan-Brest                   | 206 | Charles Pélissier | Learco Guerra             |
| 4ª    | 5 de julho  | Brest-Vannes                  | 210 | Omer Taverne      | Learco Guerra             |
| 5ª    | 6 de julho  | Vannes-Les Sables d'Olonne    | 202 | André Leducq      | Learco Guerra             |
| 6ª    | 7 de julho  | Les Sables d'Olonne-Bourdeaux | 285 | Jean Aerts        | Learco Guerra             |
| 7ª    | 8 de julho  | Bourdeaux-Hendaye             | 222 | Jules Merviel     | Learco Guerra             |
| 8ª    | 9 de julho  | Hendaye-Pau                   | 146 | Alfredo Binda     | Learco Guerra             |
| 9ª    | 10 de julho | Pau-Luchon                    | 231 | Alfredo Binda     | André Leducq              |
| 10ª   | 12 de julho | Luchon-Perpignan              | 322 | Charles Pélissier | André Leducq              |
| 11ª   | 14 de julho | Perpignan-Montpellier         | 164 | Charles Pélissier | André Leducq              |
| 12ª   | 15 de julho | Montpellier-Marselha          | 209 | Antonin Magne     | André Leducq              |
| 13ª   | 16 de julho | Marselha-Cannes               | 181 | Learco Guerra     | André Leducq              |
| 14ª   | 17 de julho | Cannes-Nice                   | 132 | Louis Peglion     | André Leducq              |
| 15ª   | 19 de julho | Nice-Grenoble                 | 333 | Learco Guerra     | André Leducq              |
| 16ª   | 21 de julho | Grenoble-Évian-les-Bains      | 331 | André Leducq      | André Leducq              |
| 17ª   | 23 de julho | Évian-les-Bains-Belfort       | 282 | Frans Bonduel     | André Leducq              |
| 18ª   | 24 de julho | Belfort-Metz                  | 223 | Charles Pélissier | André Leducq              |
| 19ª   | 25 de julho | Metz-Charleville              | 159 | Charles Pélissier | André Leducq              |
| 20ª   | 26 de julho | Charleville-Malo-les-Bains    | 271 | Charles Pélissier | André Leducq              |
| 21ª   | 27 de julho | Malo-les-Bains-Paris          | 300 | Charles Pélissier | André Leducq              |

CR = Contra-relógio individual
CRE = Contra-relógio por equipes